# Arnhem Veenendaal Classic 2016
La Arnhem Veenendaal Classic 2016 est une course de catégorie 1.1 disputé le 19 août entre Arnhem et Veenendaal.

## Équipes
| WorldTeams (2)- Lotto NL-Jumbo - Orica-BikeExchange Équipes continentales professionnelles (8)- CCC Sprandi Polkowice - Fortuneo-Vital Concept - ONE Pro Cycling - Roompot-Oranje Peloton - Team Roth - Topsport Vlaanderen-Baloise - Wanty-Groupe Gobert - Wilier Triestina-Southeast Équipes continentales (15)- An Post-ChainReaction - Avanti IsoWhey Sports - Baby-Dump - Jo Piels - Join-S-De Rijke - Metec-TKH-Mantel - Parkhotel Valkenburg Continental - Rabobank Development - SEG Racing Academy - Coop-Øster Hus - Joker Byggtorget - Wiggins - Team3M - Verandas Willems - Wallonie Bruxelles-Group Protect |
| |

### Classement général
| \| Classement général \| Classement général \| Classement général \| Classement général \| Classement général \| \| Coureur \| Coureur \| Pays \| Équipe \| Temps \| \| ------------------ \| ------------------ \| ------------------ \| ---------------------- \| ------------------ \| \| 1er \| Dylan Groenewegen \| Pays-Bas \| LottoNL-Jumbo \| 4 h 37 min 56 s \| \| 2e \| Chris Opie \| Royaume-Uni \| ONE Pro Cycling \| + 0 s \| \| 3e \| Kenny Dehaes \| Belgique \| Wanty-Groupe Gobert \| + 0 s \| \| 4e \| Mitchell Docker \| Australie \| Orica-BikeExchange \| + 0 s \| \| 5e \| Yauheni Hutarovich \| Biélorussie \| Fortuneo-Vital Concept \| + 0 s \| |                    |             |                        |                 |
| |                    |             |                        |                 |
| Source : Cycling Quotient |                    |             |                        |                 |
| Classement général |                    |             |                        |                 |
| Coureur | Coureur            | Pays        | Équipe                 | Temps           |
| 1er | Dylan Groenewegen  | Pays-Bas    | LottoNL-Jumbo          | 4 h 37 min 56 s |
| 2e | Chris Opie         | Royaume-Uni | ONE Pro Cycling        | + 0 s           |
| 3e | Kenny Dehaes       | Belgique    | Wanty-Groupe Gobert    | + 0 s           |
| 4e | Mitchell Docker    | Australie   | Orica-BikeExchange     | + 0 s           |
| 5e | Yauheni Hutarovich | Biélorussie | Fortuneo-Vital Concept | + 0 s           |

## UCI Europe Tour
La Arnhem Veenendaal Classic 2016 est une course faisant partie de l'UCI Europe Tour 2016 en catégorie 1.1, les 25 meilleurs temps du classement final emporte donc de 125 à 3 points.
| Position | 1er | 2e | 3e | 4e | 5e | 6e | 7e | 8e | 9e | 10e | 11e | 12e | 13e | 14e | 15e | 16e | 17e | 18e | 19e | 20e | 21e | 22e | 23e | 24e | 25e |
| -------- | --- | -- | -- | -- | -- | -- | -- | -- | -- | --- | --- | --- | --- | --- | --- | --- | --- | --- | --- | --- | --- | --- | --- | --- | --- |
| PTS UCI  | 125 | 85 | 70 | 60 | 50 | 40 | 35 | 30 | 25 | 20  | 15  | 10  | 5   | 5   | 5   | 3   | 3   | 3   | 3   | 3   | 3   | 3   | 3   | 3   | 3   |